# 錢薇
錢薇（1502年—1554年），字懋垣，號海石，浙江嘉興府海鹽縣人，祖籍直隸常州府宜興縣，明朝政治人物。

## 生平
吳越王錢鏐第二十二世孫，臨江知府錢琦之侄。世居海鹽縣沈蕩半邏村（今屬沈蕩鎮中錢村），嘉靖四年（1525年）乙酉科浙江鄉試舉人。嘉靖十一年（1532年）登進士，受業於湛若水，擔任行人。嘉靖十五年（1536年）升任禮科給事中，彈劾大學士李時、禮部尚書夏言、工部尚書溫仁和、外戚蔣輪等。嘉靖十八年（1539年）進禮科右給事中，彈劾郭勛，後反對明世宗南巡，被罷免為民。隆慶初年，贈太常寺少卿。

## 家族
曾祖錢寔；祖父錢達，贈刑部主事；父錢珍（1466年-1542年），字公貴，號兩涯，遇例冠帶，封禮科给事中，母鄭氏（1462年-1542年），封太孺人。兄錢著、錢芹；弟錢萱。
子與映（甲子順天舉人）；與晄；與㬇（增廣鹽生）。
孫世奎（府學廩生）；世垚（國子生）；周（中書舍人）；世陞（國子生）。
曾孫鶴徵、嘉徵、甲徵、鵬徵、山徵、潤徵、福徵、治徵。

## 延伸阅读
[在维基数据编辑]
 《明史卷二百〇八》，出自《明史》